# سبال القبعة
سبال القبعة (الاسم العلمي: Sabal causiarum) هو نوع نباتي يتبع جنس السبال من فصيلة الفوفلية.